# Къща музей на Никола Симов-Куруто
Къща музей на Никола Симов-Куруто се намира в квартал „Вароша“ в Търговище. Посветена е на първия знаменосец на Ботевата чета Никола Симов-Куруто.
Оригиналната къща не е запазена и е направена възстановка по спомени. Експозицията се състои от битова част, представяща предмети на семейството му и фотодокументална част, представяща революционната му дейсност.